# Liste der Monuments historiques in Urçay
Die Liste der Monuments historiques in Urçay führt die Monuments historiques in der französischen Gemeinde Urçay auf.

## Liste der Bauwerke
| Bezeichnung      | Beschreibung              | Standort | Kennzeichnung | Schutzstatus | Datum | Bild |
| ---------------- | ------------------------- | -------- | ------------- | ------------ | ----- | ---- |
| Kirche St-Martin | Erbaut im 13. Jahrhundert | (Lage)   | PA00093383    | Inscrit      | 1989  |      |

## Liste der Objekte
- Monuments historiques (Objekte) in Urçay in der Base Palissy des französischen Kultusministeriums